# Monumento a las Mujeres de la Confederación
El Monumento a las Mujeres de la Confederación, también conocido como: United Daughters of Confederation Memorial Building, es un edificio histórico ubicado en Richmond, Virginia, que sirve como sede nacional de las Hijas Unidas de la Confederación. El monumento fue incluido en el Registro Nacional de Lugares Históricos de EE. UU. en 2008. El edificio está abierto al público en los días programados.

## Historia
El Monumento a las Mujeres de la Confederación, está ubicado en el número 328 del Bulevar North Arthur Ashe, en el lugar de un antiguo hogar de soldados veteranos de las fuerzas armadas de los Estados Confederados de América. El parque fue creado en 1934 por una ley de la Asamblea General de Virginia. El edificio fue construido entre 1955 y 1957, y está revestido de mármol de una sola planta y tres partes en un estilo clásico despojado. Cuenta con una entrada central de doble hoja diseñada para parecerse a un mausoleo y con puertas de bronce de 17 pies de alto, formadas por paneles rectangulares de bronce. Se hizo una adición de dos pisos en la parte trasera de la esquina noroeste del edificio en 1996. El memorial fue construido principalmente con mármol de Georgia, con puertas de entrada de bronce arquitectónico, y está decorado con el escudo de la organización. Los pasillos son de ladrillo rojo de Virginia. En su interior hay monumentos a los héroes confederados, a las mujeres de la Confederación, a las cofundadoras de la organización y a varios artículos del campamento militar del general Robert E. Lee, un jefe militar del Ejército de los Estados Confederados.

## Incendio en 2020
El edificio se incendió alrededor de la 1:30 A.M. del 30 de mayo de 2020, durante las protestas por el asesinato del ciudadano afroestadounidense George Floyd, que tuvieron lugar en Richmond, Virginia. Los informes del departamento de bomberos indicaron que los daños se limitaron a la fachada de la sede.
Se rompieron ventanas y se prendió fuego a las cortinas que colgaban en la biblioteca Caroline Meriwether Goodlett del edificio. Las llamas cubrieron la mayor parte de la parte frontal del edificio. Nueve camiones de bomberos respondieron y los bomberos pudieron extinguir el fuego. Una línea policial de tres cuadras de largo protegía el operativo de extinción de incendios. El fuego se contuvo en gran medida en la biblioteca, pero hubo daños extensos por el humo y el agua, en todo el edificio, y carbonización de la fachada de mármol de Georgia del edificio. El personal informó que los libros de la biblioteca del edificio habían sufrido graves daños, y que las estanterías de la biblioteca habían sido destruidas.